# 鲁大东
鲁大东（1915年—1998年8月28日），曾用名王华亭，河北省邯郸市人。曾任中共重庆市委书记、重庆市革命委员会主任，四川省省长。

## 生平
1937年，鲁大东参加八路军，任冀南馆陶县六区青救会主任，曾受派在山东聊城范筑先部队五支队任政治干事。
1938年加入中国共产党，任馆陶县浅口村党支部书记。1939年起，任中共馆陶县第六区区委书记、中共馆陶县委书记、中共肥乡县委书记等职位。国共内战期间，担任冀鲁豫军区第二纵队司令部秘书主任，冀南军区组织部副部长，冀鲁豫军区第二纵队政治部组织部部长。1948年，担任第二野战军第十军政治部副主任、第十军三十师代理政委、政委。
中华人民共和国成立后，担任四川乐山军事管制委员会主任、乐山地委书记、乐山军分区党委第一书记。1953年，担任重庆市委委员。1954年，调任中共重庆市委工业部副部长、部长、书记处书记。1964年，任西南三线建设委员会川东区指挥部指挥长。1965年，担任中共四川省委书记处书记兼重庆市委书记处书记。
文化大革命期间遭受迫害，1973年任中共重庆市委第一书记。
1980年6月至1982年12月，任四川省省长兼四川省军区第一书记。1985年，当选中顾委委员。